# استيبان فالنسيا رييس
استيبان فالنسيا رييس (بالإسبانية: Esteban Valencia Reyes)‏ هو لاعب كرة قدم تشيلي، ولد في 2000 في سانتياغو في تشيلي. لعب مع نادي أونيفرسيداد دي تشيلي.